# Sontraud Speidel
Sontraud Speidel (* 30. März 1944 in Karlsruhe) ist Pianistin und Pädagogin sowie Professorin für Klavier.

## Leben
Sontraud Speidel wuchs in Ettlingen auf und erhielt ihren ersten Klavierunterricht im Alter von fünf Jahren. Mit elf Jahren wurde sie als Vorschülerin in die Klasse der russischen Pädagogin Irene Slavin an der Hochschule für Musik Karlsruhe aufgenommen. Nach dem Abitur schlossen sich weitere Studien bei Yvonne Loriod in Karlsruhe, der Cortot-Schülerin Branka Musulin  in Frankfurt, Stefan Askenase in Brüssel und Géza Anda in Luzern an. Die Solistenprüfung und das Privatmusiklehrerexamen legte sie bereits mit 21 Jahren ab. Sie war viele Jahre die Leiterin der Abteilung Tasteninstrumente/Gitarre und die Leiterin der Studienkommission Künstlerische Ausbildung an der Hochschule für Musik Karlsruhe sowie Mitglied des Hochschulrates der Hochschule für Musik Karlsruhe.

## Familie
Sontraud Speidel war verheiratet mit dem 2009 verstorbenen Geigenvirtuosen Alfred Csammer.

## Preise und Ehrungen
Im Alter von 16 Jahren erhielt Sontraud Speidel den einzigen 1. Preis beim Musikwettbewerb der Schulen der Bundesrepublik. Sie ist die einzige deutsche 1. Preisträgerin des Johann Sebastian Bach International Piano Competition Washington D.C., USA. Des Weiteren erhielt sie den Jackson Prize des Boston Symphony Orchestra für die Interpretation Neuer Musik und den Ettore-Pozzoli-Preis in Seregno, Italien. 1979 gab sie auf Einladung von Bundeskanzler Helmut Schmidt einen Klavierabend im Palais Schaumburg, Bonn. Im Jahr 2000 wurde ihr „in Würdigung ihrer besonderen Leistungen“ von der Wiener Landesregierung das „Silberne Ehrenzeichen für Verdienste um das Land Wien“ verliehen. 2003 verlieh ihr das Internationale Wiener Musik-Seminar seine höchste Auszeichnung, die Goldene Josef-Dichler-Medaille. 2005 wurde sie mit dem Bundesverdienstkreuz der Bundesrepublik Deutschland ausgezeichnet. Staatssekretär Michael Sieber bei der Aushändigung:

„Sie sind eine herausragende Pianistin und begnadete Pädagogin. Ich glaube aber, dass vor allem Ihre menschliche Größe und Ausstrahlung, Ihre Warmherzigkeit und die Zuwendung, die Sie Ihren Schülerinnen und Schülern entgegenbringen, das Geheimnis Ihres Erfolges bilden.“

Sie ist Ehrenmitglied der Werner-Trenker-Gesellschaft, des Tonkünstlerverbandes Baden-Württemberg und von „Inner Wheel“ Nordschwarzwald. Des Weiteren ist Sontraud Speidel die erste Trägerin des 2011 erstmals verliehenen Eugen-Werner-Velte-Preises der Hochschule für Musik Karlsruhe. 2014 wurde ihre Duo-CD mit Werken Beethovens für Klavier zu vier Händen (mit Evelinde Trenkner) mit dem belgischen Joker-Preis ausgezeichnet. 2019 erhielt sie ebenfalls zusammen mit Evelinde Trenkner für ihre CD mit Gustav Mahlers 5. Sinfonie in einer Transkription für Klavier zu vier Hände den opus Klassik Preis in der Kategorie Weltersteinspielung des Jahres. 2024 wurde Sontraud Speidel mit der Ehrenmedaille der Stadt Karlsruhe ausgezeichnet.
2025 wurde ihr das Verdienstorden des Landes Baden-Württemberg verliehen.

## Künstlerische Eckdaten
Zeitgenössische Komponisten, wie Yannis Papaioannou, Kurt Hessenberg, Violeta Dinescu haben ihr Werke gewidmet und Uraufführungen anvertraut. In Tanglewood, USA, war sie die Solistin bei der Uraufführung des „Concerto“ für Klavier und 13 Instrumente von David Winkler, in Karlsruhe spielte sie die Uraufführung der von Dr. Joachim Draheim neu entdeckten „Variationen über ein Nocturne von Chopin“ von Robert Schumann, in Thessaloniki spielte sie die griechische Erstaufführung des Klavierkonzertes von Alexander Skrjabin. In Solingen spielte sie 2009 die Uraufführung des ihr gewidmeten Konzertes „Kristallspiele“ von Violeta Dinescu für Klavier und Streicher. 2018 spielte sie mit dem Stanislas-Quartett aus Nancy die Uraufführung des 1941 entstandenen Klavierquintetts von Richard Fuchs. Außer dem Standardrepertoire widmet sie sich selten aufgeführter Klaviermusik des 19. Jahrhunderts, beispielsweise von Clara Schumann, Fanny Hensel, Theodor Kirchner, Carl Reinecke. Sie spielte als erste die Soloklavierwerke von Fanny Hensel ein, weitere Ersteinspielungen dieser Komponistin folgten. Von Carl Reinecke legte Sontraud Speidel die Ersteinspielung des „Konzertstücks“ op. 33 für Klavier und Orchester vor. Sontraud Speidels Einspielung aller Reger-Werke für zwei Klaviere mit der Lübecker Pianistin Evelinde Trenkner, einer Schülerin von Wilhelm Kempff und Walter Gieseking, wurde mit dem 1. Preis der Kategorie „Soloinstrumente“ von „Audiophile Reference“ ausgezeichnet. Sontraud Speidel ist bisher auf über 50 CDs vertreten. Zahlreiche Rundfunkaufnahmen (SWR, HR, DW, NDR, WDR, SR, BR) sind von ihr bekannt. Sie ist Mitbegründerin und Künstlerische Leiterin der Konzertreihe „Musikforum Hohenwettersbach“ sowie Künstlerische Leiterin der Konzertreihe „Klassik in Schloss Gottesaue“ des Kulturfonds Baden e. V.
Sie tritt regelmäßig bei Festivals auf, so beim Schleswig-Holstein Musikfestival, dem Kultursommer am Märkischen Meer, den Brucknertagen in Linz in Österreich, dem Brahmsfestival Lübeck, dem Kammermusikfest Lübeck, dem Cello-Festival Kronberg, dem Klangbogen Wien, dem Kfar Blum Chamber Music Festival in Israel, dem Euro-Event in Korea, dem Sorak Festival in Korea. 2002 war sie Musikdirektorin des International Piano Festival Taiwan in Taipeh.

## Pädagogische Tätigkeit
Sontraud Speidel ist umfangreich pädagogisch tätig. Sie war Gastprofessorin an der Jerusalem Academy of Music and Dance, an der Université de Montréal, an der Catholic University of America, am Conservatorio di Bologna, am Conservatoire Royal de Bruxelles in Belgien, an der Sendai University in Seoul, Korea, an der Korean National University of Arts in Seoul, bei TO-ON in Tokio, Japan, an der Royal Academy of Music in London, an der Yehudi Menuhin School in England, an der Janáček-Akademie für Musik und Darstellende Kunst Brno, an der Musikakademie Kromeriz, CSR, an der Seoul National University und an der Yonsei University Seoul, beide Korea, an der Shih Chien University Taipeh, Taiwan. Des Weiteren ist sie „Distinguished Visiting Professor“ an der California State University. Alljährlich gibt sie Meisterkurse in Deutschland, Österreich und in Korea.
Zu ihren bei nationalen und internationalen Wettbewerben erfolgreichen und aktiv konzertierenden Schülern oder ehemaligen Schülern gehören:
- Adrian Brendle
- Luise Bold
- Prof. Stefana Chitta-Stegemann
- Frank Dupree
- Ulrike Fendel
- Prof. Yoo-Kyung Han
- Prof. Rinko Hama
- Florian Heinisch
- David Carl Heinz
- Jürgen Jakob
- Ih-Ruhn Katharina Jung
- Andrej Jussow
- Andromache Kammenos
- Prof. Benjamin Kammerer
- Lusine Khachatryan
- Nicola Minkyung Kim
- Soojung Daria Kim
- Uram Kim
- Florian Kleinertz
- Prof. Jee-Eun Franziska Lee
- Fabio Martino
- Prof. Ruben Meliksetian
- Joseph Moog
- Magdalena Müllerperth
- Marina Müllerperth
- Stefanos Nassos
- Eren Parmakerli
- Kristjan Randalu
- Amy Reiss
- Martin Rudolph
- Georg Schäfer
- Jens Scheuerbrandt
- David Theodor Schmidt
- Felipe Valério
- Fernando Viani
- Matteo Weber (* 2002)[8]

## Nachwuchsförderung
Sontraud Speidel leitet das „PIANO-PODIUM Karlsruhe e. V.“, eine Vereinigung von mehr als 900 Mitgliedern, die junge Pianisten fördert und sich der Erforschung der Klaviermethodik widmet.  Der von ihr initiierte „Fonds Elisabeth Speidel e. V.“ unterstützt Nachwuchsmusiker. Sie ist Vorsitzende des Regionalausschusses Karlsruhe von Jugend musiziert.
Sontraud Speidel ist regelmäßig Jurymitglied bei nationalen Wettbewerben, wie den Wettbewerben „Jugend musiziert“ auf Regional-, Landes- und Bundesebene, dem Matthaes-Wettbewerb Stuttgart, dem Robert-Schumann-Wettbewerb für junge Pianisten Zwickau, dem Johann-Sebastian-Bach-Wettbewerb Köthen sowie bei internationalen Wettbewerben, wie dem Internationalen Johann-Sebastian-Bach-Wettbewerb Leipzig, dem Callas-Wettbewerb Athen, dem Chopin-Wettbewerb Darmstadt, dem Balakirew-Wettbewerb in Krasnodar in Russland, dem International e-competition Minneapolis, dem Cleveland International Piano Competition sowie in Korea, China, Marokko und andernorts.

## Aufnahmen (Auszüge)

### Klavier solo
- Fanny Hensel: Klaviermusik 1821–46
- Ferdinand Ries: Klaviersonaten: Sonate op. 1 Nr. 1, Grande Sonate-Fantaisie „L'Infortuné“ op. 26, Sonate „The Dream“ op. 49, Sonate op. 176
- „Romantik aus den Fugen“:  Frédéric Chopin: Fuga; Anton Rubinstein: Sechs Fugen; Gabriel Fauré: Pièces Brèves; Alexander Glasunow: Präludium und Fuge op. 62; Camille Saint-Saëns: Six Fugues op. 161; (2018)
- Josef Schelb: Drei Klavierstücke op. 6 (1917), Klaviermusik Nr. 2 (1943), 10 Kleine Klavierstücke (1949), Sehnsuchtstanz der Lau (Drei Klavierstücke nach dem Ballett „Die schöne Lau“, 1947), 15 kleine Stücke für Klavier (1954), Vier Klavierstücke (1962)
- Barbara Heller: Klaviersuite (1956), Sonatine (1962), Nacht-Tagebuch (2003), Weiße Tasten, Schwarze Tasten (2003), Klangblumen (2003), Kontraste 2 (2011), Etüde 1 (2010)
- Felix Mendelssohn Bartholdy: Klaviersonaten Vol. 1: Sonate g-moll op. 105, Sonate E-Dur op. 6, Sonate B-Dur op. 106
- Felix Mendelssohn Bartholdy: Klaviersonaten Vol. 2: Sonate b-moll (1823), Sonate a-moll (1820), Sonate e-moll (1820), Sonate f-moll (1820), Sonatine E-Dur (1821), Phantasie über ein irisches Lied (1827) “The last rose” op. 15
- Johann Sebastian Bach: Die sechs Partiten BWV 825-830

### Klavier mit Orchester
- Carl Reinecke: Serenade g-moll für Streichorchester op. 242, Konzertstück für Klavier und Orchester op. 33, Zwölf Tonbilder für Streichorchester

Klaviermusik vierhändig und für zwei Klaviere:
- Antonín Dvořák: Sinfonie Nr. 9 und Slawische Tänze
- Bedřich Smetana: Má vlast (Mein Vaterland): Vyšehrad – Vlatava (Die Moldau) – Šárka – Z českých luhů a hájů (Aus Böhmens Hain und Flur) – Tábor – Blaník
- Igor Strawinsky: Le Sacre du printemps
- Ludwig van Beethoven: Symphonie Nr. 7 op. 92, Große Fuge op. 134
- Gustav Mahler: Symphonien Nr. 1 und Nr. 2 (mit Evelinde Trenkner)
- Gustav Mahler: Symphonie Nr. 5 (mit Evelinde Trenkner), ausgezeichnet mit dem opus Klassik Preis 2019
- Josef Schelb: Tanzsuite für zwei Klaviere nach dem Ballett "Notturno"(1941), mit Ruben Meliksetian, Kleine Sonate für Klavier zu vier Händen (1940), mit Ira Maria Witoschynskyj, Partita ritmica für 2 Klaviere (1951), mit Ruben Meliksetian

### Klaviermusik mit Streichern
- Armenian Classics: Aram Khachaturyan: Trio für Klarinette, Violine und Klavier (2019)
- Hermann Reutter: Sonate für Violine und Klavier op. 20, Vier Lieder op. 54 nach Gedichten von Friedrich Rückert, Tanz-Suite op. 29, Epitaph für Ophelia-Musik (2018)
- Johannes Brahms: Trio für Klavier, Klarinette und Violoncello a-moll op. 114
- Johannes Brahms: Klaviertrio H-Dur op. 8
- Arnold Schönberg: Verklärte Nacht
- Vinzenz Lachner: Kammermusik und Klavierwerke